# Гарт-ім-Ціллерталь
Гарт-ім-Ціллерталь (нім. Hart im Zillertal) — громада округу Швац у землі Тіроль, Австрія.
Гарт-ім-Ціллерталь лежить на висоті 666 м над рівнем моря і займає площу 35,54 км². Громада налічує 1510 мешканців.
Густота населення 42/км².
Громада Гарт лежить у долині Ціллерталь, на через дорогу від річки Ціллер. Вона складається з невеликих хуторів.
|                                             |
| Гарт-ім-Ціллерталь на мапі округу та землі. |

 Адреса управління громади: Hart 34, 6265 Hart im Zillertal.